# Johnny Gioeli
Giovanni Giuseppe Baptista Gioeli, más conocido como Johnny Gioeli (5 de octubre de 1967) es un cantante estadounidense de hard rock. Originalmente es el vocalista de la banda Hardline, aunque también es el vocalista de la banda liderada por el guitarrista alemán Axel Rudi Pell y Crush 40

## Biografía y trabajos

### Inicios
La carrera musical de Johnny comenzó en los años 1980, después de formar la banda Phaze, con su hermano mayor Joey Gioeli. En 1983 la agrupación sufrió varios cambios y pasó a llamarse Killerhit, donde Johnny a la edad de diecisiete años comenzó a tocar la batería al mismo tiempo que realizaba las labores de vocalista, compartiendo esta labor con su hermano.
La banda comenzó a ganar gran reconocimiento en la costa oeste de Estados Unidos, principalmente en Pensilvania. En 1987 lograron con ayuda de Bret Michaels, integrante de Poison,  viajar a Hollywood, donde el nuevo representante de la banda: Debra Rosner sugirió que la banda cambiara su nombre por Brunette. Fue aquí cuando Johnny dejó el papel de baterista para dedicarse al 100% a la labor de vocalista. Tras una búsqueda de la banda para un nuevo batería que supliera a Johnny, finalmente reclutaron a Thomas Darek Cava.
Después de un acto publicitario de la banda en 1988 durante un concierto de Van Halen en el L.A. Coliseum que incluía una avioneta que sobrevoló el recinto con anuncios como "Brunette Rocks", Roman Coppola, hijo del famoso director Francis Ford Coppola se acercó a la banda para ofrecerles el filmar una película, titulada "Crash Smash and Burn", siendo la primera incursión de Johnny en el cine, aunque dicha cinta solo se estrenaría en pocas partes del mundo.

### Hardline
Tras la imposibilidad de conseguir un contrato con una discográfica, la banda se des-integra en 1991, y los hermanos Gioeli se centran en un nuevo proyecto titulado simplemente "Brothers". Durante este tiempo, Neal Schon era novio de una de las hermanas de Johnny y Joey, lo cual causó que este conociera el trabajo de los hermanos y se acercara a ellos para ofrecerles ser su productor. Finalmente, tras la gran emoción de Neal, terminó uniéndose a la banda como guitarrista.
La banda de "Brothers" ahora pasaría a llamarse Hardline, banda que se complementaría con la inclusión de Deen Castronovo como baterista, y a Todd Jensen como bajista. Finalmente en 1992, lanzan su primer disco llamado Double Eclipse, dicho álbum les llevó a ofrecer una gira de conciertos junto a Van Halen y Mr. Big.
Sin embargo, después de la gira, el poco interés de los miembros restantes de Hardline por centrarse en su segundo disco y los proyectos por separado que surgieron a los integrantes, aunado a las bajas ventas del álbum, a comparación de las ventas de discos del creciente movimiento grunge y alternativo, y la llegada de un nuevo representante de A&R de MCA Records, quien tuvo diversos enfrentamientos con Neal Schon, generaron, entre otras cosas una fuerte tensión entre los miembros de la banda la cual se interpuso en el camino de un nuevo disco, a pesar de que la banda había escrito suficiente material. 
Tras la decisión de Overman Ron, representante de MCA Records de designar a otro productor para el nuevo álbum de Hardline en lugar de Neal Schon, hizo que este dejara la banda junto al resto de los miembros, lo cual ocasionó la pérdida de contrato de Hardline con la discográfica.
Tras la separación de Hardline, Johnny y Joey se pusieron en contacto con otros músicos con la esperanza de que les ayudaran a grabar el siguiente álbum, cuyas canciones ya tenían las letras escritas. La gran mayoría de estas canciones no verían la luz si no hasta Hardline II, sin embargo, este intento no tuvo éxito.
Finalmente, los hermanos Gioeli decidieron retirarse del negocio de la música temporalmente, sin embargo, en 1994 Johnny hizo una aparición esporádica en el disco Alter Ego de Doug Aldrich, quien también fuera miembro ocasional de la desaparecida banda Brunette, interpretando la canción Face Down. Además, ambos hermanos formaron junto a un baterista de origen mexicano una banda de punk-metal llamada "Jaz", aunque a diferencia de su proyecto con Hardline, esta banda solamente era "más para pasar el rato".

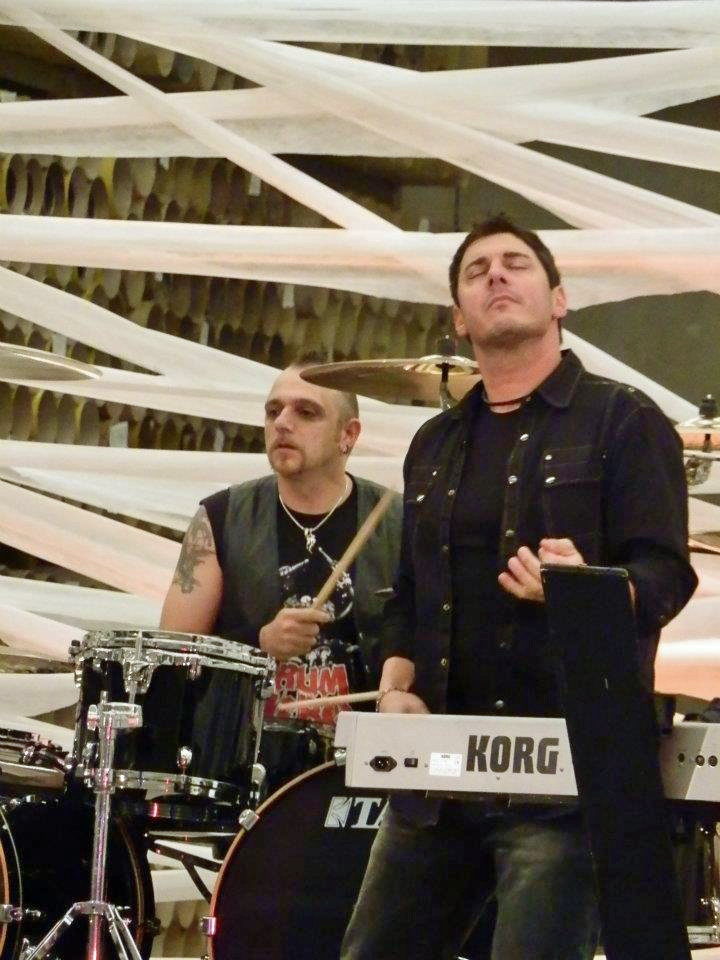
Johnny Gioeli y Francesco Jovino

Años más tarde, Johnny y su hermano Joey recibieron una llamada de la disquera italiana Frontiers Records, donde los invitaban a re-formar Hardline, los hermanos Gioeli consideraron la oferta, y finalmente, aceptaron la propuesta.
Con una formación completamente diferente a la anterior, en 2002 lanzaron Hardline II, álbum  que se alejaba del sonido clásico de la banda para apegarse a un sonido más Hard Rock al estilo Van Halen mezclando sonidos nuevos.
La banda se presentó en el festival Live At The Gods del 2002 en Bradford, Inglaterra, del cual se desprendió el álbum en vivo Live at the Gods Festival 2002, este mismo incluía dos canciones inéditas que no fueron incluidas en Hardline II, las cuales son Hypnotyzed y Mercy.
En 2004, la banda entró de nuevo al estudio, de nuevo, con modificaciones en su formación entre lo que se destaca la salida de Joey de la banda, grabaron lo que sería Leaving The End Open, álbum el cual, tras varios retrasos fue lanzado en 2009.
En 2012, tras la presión del presidente de Frontiers y gracias a los demos que Alessandro Del Veccio presentó al mismo Johnny, la banda, totalmente re-formada vería el lanzamiento de un cuarto álbum de estudio titulado Danger Zone.

### Axel Rudi Pell
Tras un breve periodo donde Johnny se retiró temporalmente de la música, la banda del guitarrista Alemán Axel Rudi Pell buscaba un nuevo vocalista, pues su anterior miembro Jeff Scott Soto había dejado la banda para iniciar su carrera como solista.
Axel había admirado a Johnny desde hace mucho tiempo, diciendo que siempre pensó que la voz de Johnny iba bien con su música. 

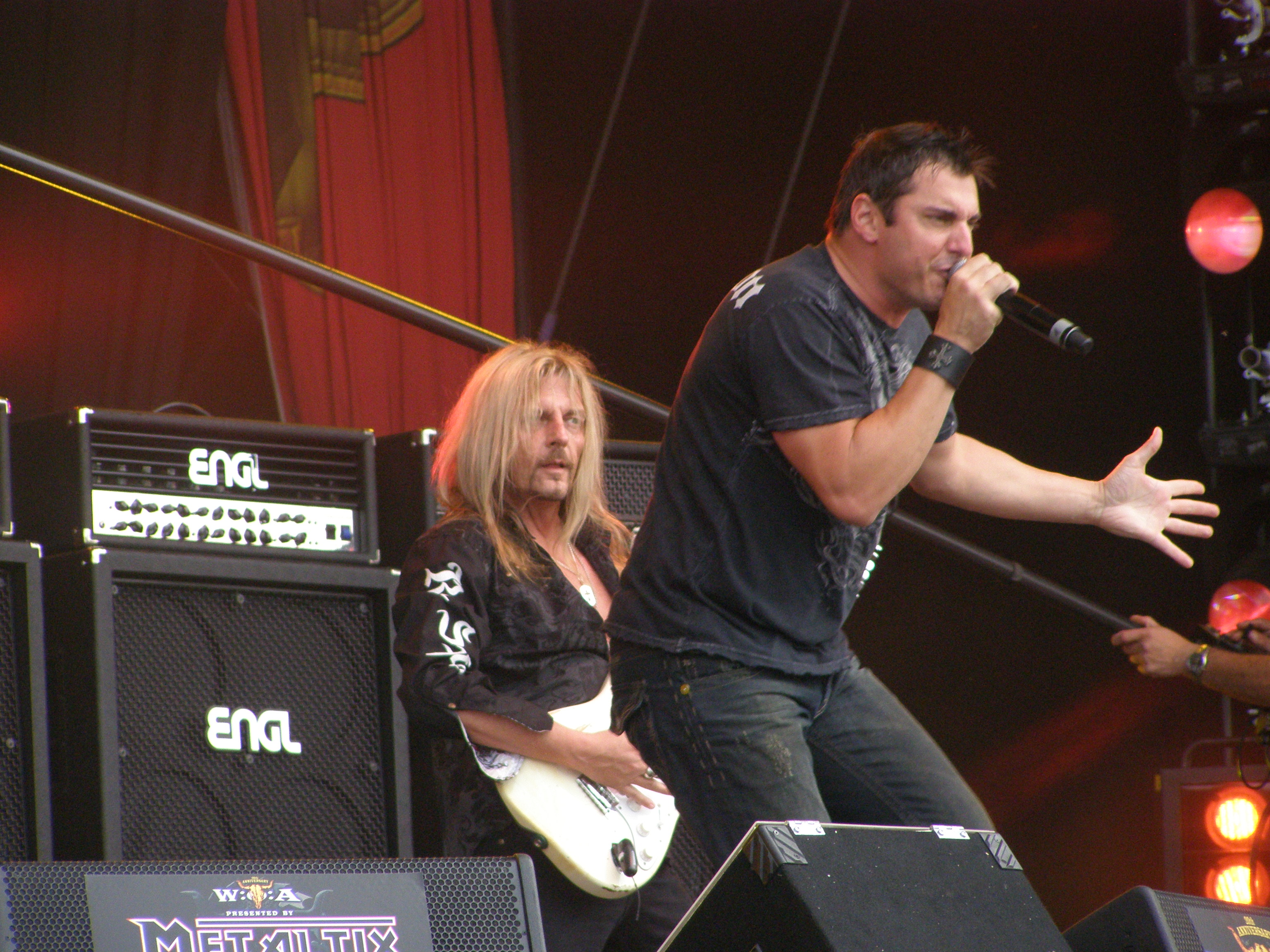
Johnny Gioeli y Axel Rudi Pell en 2009

En 1998, Axel finalmente encontró la manera de ponerse en contacto con Johnny telefónicamente, y lo convenció para que volase a Alemania para grabar el siguiente disco de la banda titulado Oceans Of Time, el cual, hasta la fecha ha sido el más vendido en la carrera del guitarrista teutón y ha sido considerado como uno de los mejores discos de Axel Rudi Pell.
En agosto del año siguiente, la banda tocó en "Zeche", un lugar bastante conocido en Bochum, tierra natal de Axel, y dos días después asistieron al festival Wacken Open Air de 1999 frente a más de 20,000 espectadores.
El siguiente álbum de la banda junto a Johnny fue The Masquerade Ball, publicado en el año 2000, el cual recibió una gran respuesta. En 2001 la banda se presentó en el festival Bang Your Head y al año siguiente lanzaron un nuevo álbum titulado Shadow Zone, el cual alcanzó el puesto # 22 en las listas de éxitos de Alemania, durante la gira de promoción de dicho álbum también se grabó un álbum en directo acompañado de un DVD titulado "Knight Treasures". 
En octubre de 2003 se inició la producción de un nuevo disco titulado "Kings And Queens", el cual salió a la venta en marzo de 2004, alcanzando el puesto #40 y #75 del ranking de ventas en Suecia .
En agosto de 2006, tras varios retrasos debido a diversas complicaciones de salud que tuvo Johnny Gioeli las cuales, impidieron que tuviera sus pistas grabadas a tiempo, finalmente se lanzó un nuevo álbum titulado Mystica, el cual alcanzó el puesto #27 en Alemania y en Suecia el puesto número #56 en ventas. La gira de promoción de dicho álbum fue de hecho, la más extensa que ha realizado hasta la fecha, terminando a finales de 2007. En el mismo año, Axel Rudi Pell publicó una colección de covers titulada "Diamonds Unlocked" , donde realiza, entre otros, versiones de Beautiful Day de U2 , Love Gun de Kiss y de In the Air Tonight de Phil Collins. 
En octubre de 2008 la banda lanzó un nuevo álbum titulado "Tales Of The Crown", al cual le siguió una larga gira promocional por casi toda Europa.
En 2010 la banda lanzó un nuevo álbum, titulado "The Crest" y dos años más tarde, en 2012 lanzarían otro disco llamado "Circle Of The Oath".
Desde el año 2000, y junto el álbum The Masquerade Ball, la formación de la banda no ha tenido ninguna modificación, siendo el mismo Johnny Gioeli una pieza importante para la consolidación de la formación final de la banda.
Cabe destacar también, que en diversos conciertos de Axel Rudi Pell, Johnny intercambia papeles con el baterista Mike Terrana, quien toma el papel de vocalista, y junto a toda la banda interpretan un cover de Frank Sinatra: My Way.

### Gioeli y su trabajo con SEGA

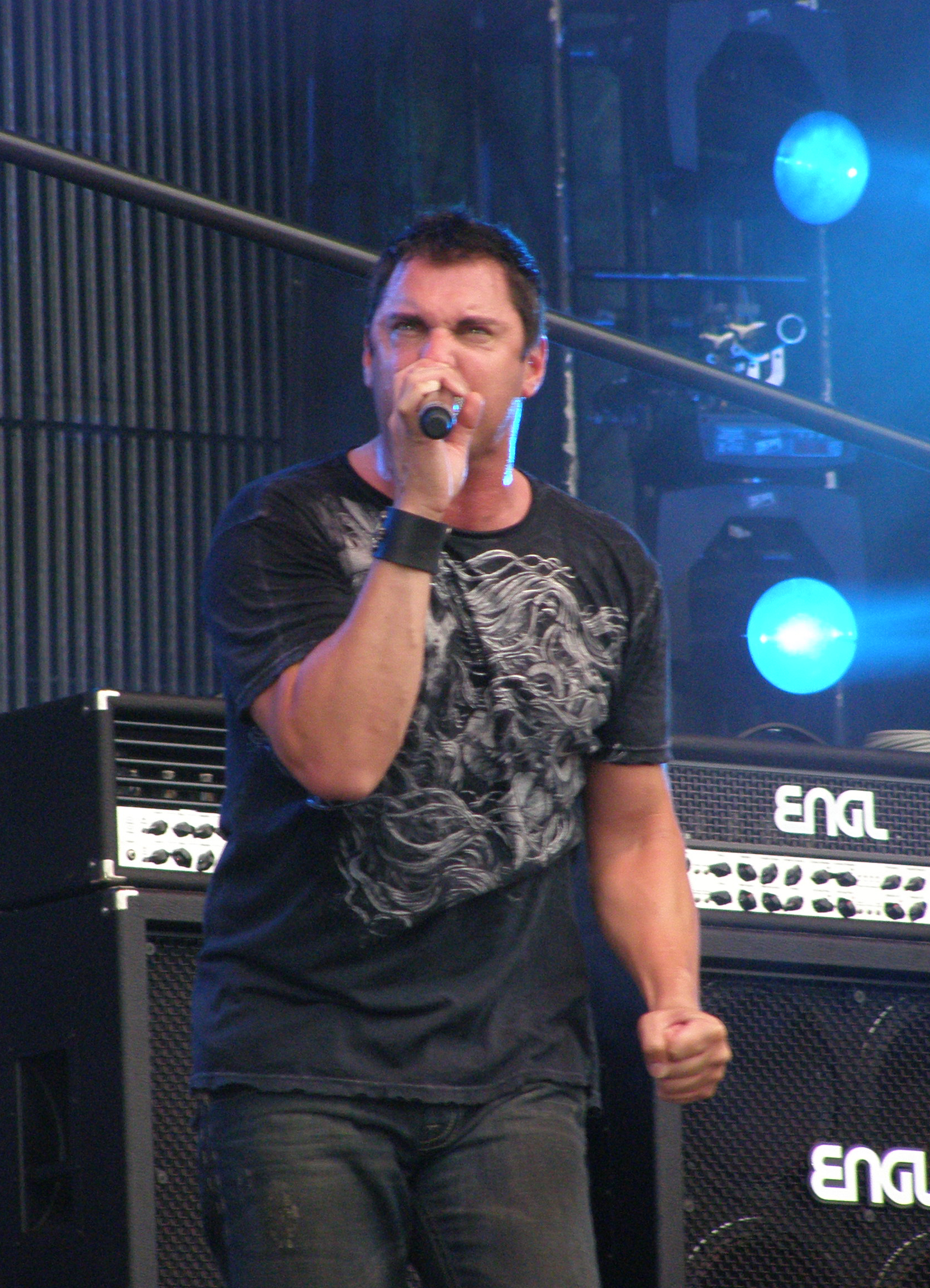
Johnny Gioeli en 2009

Johnny Gioeli también ha trabajado con el compositor de música para Videojuegos Jun Senoue, con el cual ha realizado varias canciones para diversos juegos de Sega, principalmente, para la serie de videojuegos Sonic the Hedgehog.
Este trabajo en conjunto derivo la creación de la banda "Sons Of Angels", después re-bautizada Crush 40, donde ha escrito y cantado varias canciones para los juegos de Sonic the Hedgehog y NASCAR '98.
La banda ha sacado 3 álbumes de estudio, "Thrill Of The Feel", con el nombre de "Sons of Angels", y Crush 40 y The Best Of Crush 40-Super Sonic Songs ya con el nombre actual de Crush 40 y un EP titulado Rise Again y ha realizado diversos conciertos en Tokio y en varias convenciones, tales como la "Sonic Boom" y en el "Summer Of Sonic".

### Otras apariciones
Johnny también participó en el álbum "Voices Of Rock - MMVII", lanzado en 2007 donde interpreta la canción "Phoenix Rising", además ha colaborado con Doug Aldrich interpretando la canción "Face Down" incluida en el álbum "Alter Ego", y recientemente, también participó en el segundo disco de la banda de opera rock Genius, interpretando tres canciones junto a otros vocalistas.
Más adelante, se convirtió también en el vocalista de reemplazo de la banda Accomplice, con el que grabó el álbum de estudio She's on fire
En 2018, pone la voz al tercer disco en solitario del guitarrista Robert R. Rodrigo "Living for Louder".

## Discografía

### Accomplice
She's On Fire (2006)
http://www.accomplicemusic.com

### Axel Rudi Pell
- Oceans Of Time (1998)
- The Ballads II (1999)
- The Masquerade Ball (2000)
- The Wizard's Chosen Few (2000)
- Shadow Zone (2002)
- Knights Live (CD en directo) (2002)
- Knight Treasures (2002)
- Kings and Queens (2004)
- The Ballads III (2004)
- Mystica (2006)
- Diamonds Unlocked (2007)
- Live Over Europe 2008 (2008)
- Tales of the Crown (2008)
- The Best of Axel Rudi Pell: Anniversary Edition (2009)
- One Night Live (2010)
- The Crest (2010)
- The Ballads IV (2011)
- Circle of the Oath (2012)
- Live On Fire (CD/DVD en directo) (2013)
- Into the Storm (2014)
- Magic Moments (CD/DVD en directo) (2015)
- Game of Sins (2016)
- Knights Call (2018)
- Sign of the Times (2020)
- Diamonds Unlocked II (2021)
- Lost XXIII (2022)
- Risen Symbol (2024)

### Hardline
- Double Eclipse (1992)
- Hardline II (2002)
- Live at the Gods Festival 2002 (CD/DVD en directo) (2003)
- Leaving the End Open (2009)
- Danger Zone (2012)
- Human Nature (2016)
- Life (2019)
- Life Live (2020)
- Heart, Mind and Soul (2021)

### Crush 40
- Sonic Team «PowerPlay» — Best Songs from Sonic Team (1998)
- Sonic Adventure: Songs With Attitude Vocal Mini-Album (1998)
- Sonic Adventure REMIX (1998)
- Sonic Adventure Original Soundtrack (1999)
- Thrill of the Feel (as Sons of Angels) - (2000)
- Sonic Adventure 2 Multi-Dimensional Original Soundtrack (2001)
- Sonic Adventure 2 Vocal Collections: Cuts Unleashed(2001)
- Sonic Adventure 2 Official Soundtrack (2002)
- Rock on Bones (2003)
- Crush 40 (European release of Thrill of the Feel) - (2003)
- Sonic Heroes Original Soundtrax (2003)
- Triple Threat: Sonic Heroes Vocal Trax (2003)
- Shadow the Hedgehog Original Soundtrack (2005)
- Lost and Found: Shadow the Hedgehog Vocal Trax (2005)
- Sonic the Hedgehog Original Sound Track (2007)
- Sonic the Hedgehog Vocal Traxx: Several Wills (2007)
- Super Smash Bros. Brawl (2008)
- True Blue: The Best of Sonic the Hedgehog (2008)
- Face to Faith: Sonic and the Black Knight Vocal Trax (2009)
- True Colors: The Best of Sonic the Hedgehog Part 2 (2009)
- The Best of Crush 40 – Super Sonic Songs (2009)
- Tales of Knighthood: Sonic and the Black Knight Original Soundtrax (2009)
- Face to Faith: Sonic and the Black Knight Vocal Trax (2009)
- Mario & Sonic at the Olympic Winter Games (2009)
- Sonic Free Riders Original Soundtrack: Break Free (2010)
- Sonic Adventure Original Soundtrack - 20th Anniversary Edition (2011)
- Sonic Adventure 2 Original Soundtrack - 20th Anniversary Edition (2011)
- Sonic Heroes Original Soundtrack - 20th Anniversary Edition (2011)
- Sonic the Hedgehog CD Original Soundtrack - 20th Anniversary Edition (2011)
- History of Sonic Music 20th Anniversary Edition (2011)
- Sonic Generations Original Soundtrack: Blue Blur (2011)
- Mario & Sonic at the London 2012 Olympic Games (2011)
- Rise Again (2012)
- Live! (2012)
- Mario & Sonic at the Sochi 2014 Olympic Winter Games (2013)
- Super Smash Bros. for Nintendo 3DS and Wii U (2014)
- 2 Nights 2 Remember (2015)

### Otras apariciones
- Killerhit Demos (1988)
- Brunette Live at the Key Club (1989)
- Brunette - Demos and First Rehearsals 89-90 (1990)
- Doug Aldrich - Highcentered (1994)
- Doug Aldrich - Alter Ego (2002)
- Genius: Rock Opera - Episode 2 In Search Of The Little Prince (2005)
- Voices Of Rock - MMVII (2007)
- Herman Rarebell & Friends - Acoustic Fever (2013)
- Wolfpakk - Cry Wolf (2013)
- Brunette - Demos 1989-1990 (2014)
- Brunette - Rough Demos (2014)
- Wolfpakk - Rise Of The Animal (2015)
- Robert R. Rodrigo Band - Living for Louder (2018)